# Max Wertheimer

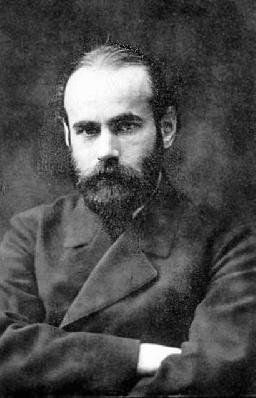
Max Wertheimer.

Max Wertheimer, född 15 april 1880 i Prag, död 12 oktober 1943 i New Rochelle, New York, USA, var en tjeckisk-tysk psykolog.
Wertheimer är känd som en av gestaltpsykologins grundare tillsammans med Kurt Koffka och Wolfgang Köhler.

## Biografi
Efter studier vid Karlsuniversitetet i Prag och Berlins universitet doktorerade han vid Würzburgs universitet 1904. 1910–1916 var Wertheimer docent i Frankfurt am Main, och 1916–1929 undervisade han i Berlin, där han också var med och grundade tidskriften Psychologische Forschung 1921. 1929 blev han professor i psykologi vid universitetet i Frankfurt am Main. 1933, strax innan nazisternas maktövertagande i Tyskland, flydde Wertheimer till USA och kom där att undervisa vid New School for Social Research i New York fram till sin död.

## Verk
1912 upptäckte Wertheimer det så kallade phi-fenomenet, en illusorisk rörelse mellan två alternerande ljuskällor. Med sin forskning kunde han visa att människan inte är en passiv mottagare av sinnliga intryck, utan att den psykiska aktiviteten formar vår bild av verkligheten. Wertheimer är även känd för att ha formulerat gestaltlagarna, som han utvecklade till att även gälla tänkandet genom att visa att de styr människans sätt att åstadkomma meningsfulla varseblivningar av stimuli från den fysiska världen.